# 에릭 메인

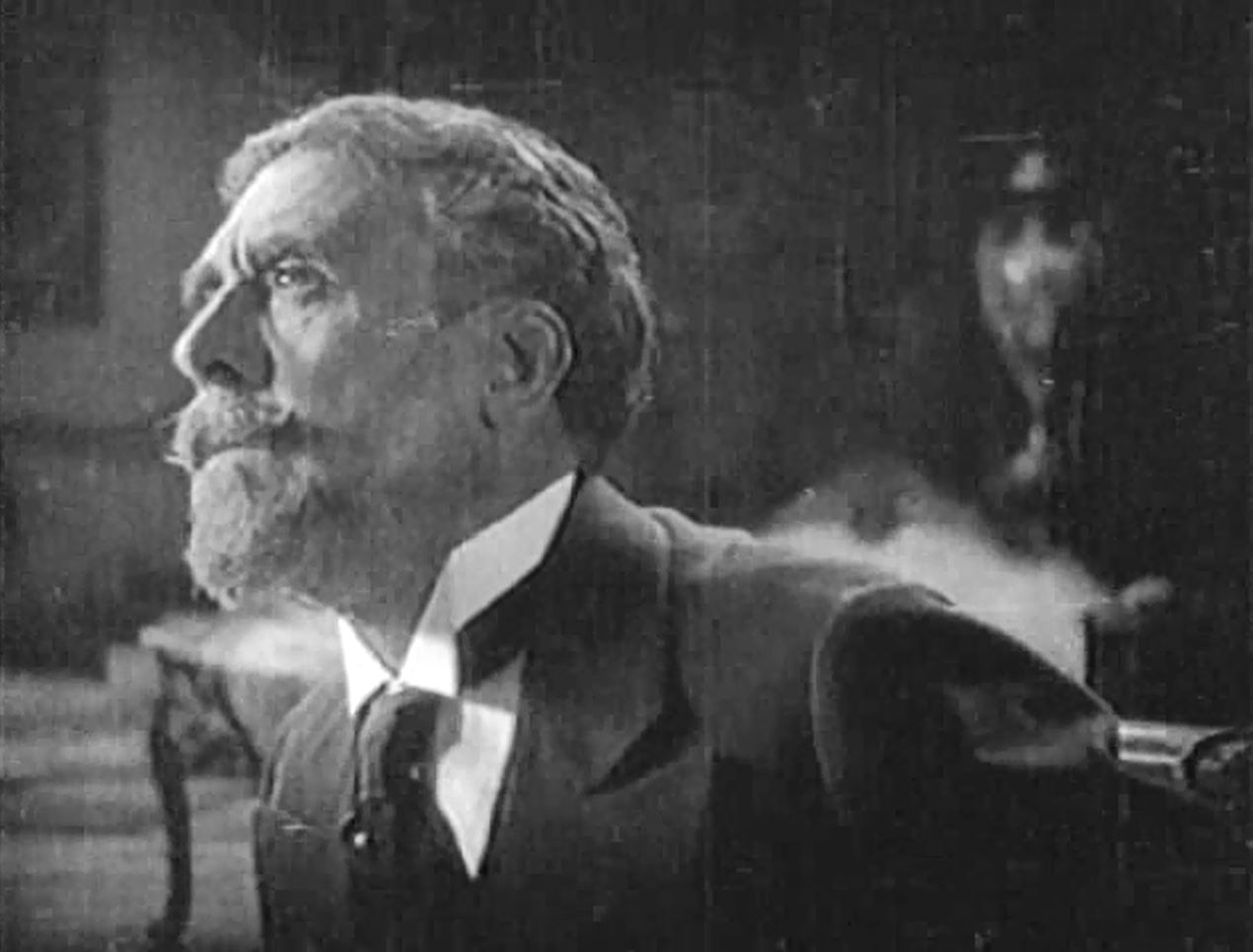

에릭 메인(Eric Mayne, 1865년 4월 28일 ~ 1947년 2월 9일)은 미국의 배우, 영화배우이다.
더블린에서 태어났으며 할리우드에서 사망하였다.

## 영화
- 헬로우 프리스코, 헬로우 (1943년)
- 비터 스윗 (1940년)
- 로잘리 (1937년)
- 메이타임 (1937년)
- 에밀 졸라의 생애 (1937년)
- 메리 위도우 (1934년)
- 하드 투 핸들 (1933년)
- 식은 죽 먹기 (1933년)
- 래스퓨틴 앤 더 엠프리스 (1932년)
- 빅 시티 블루스 (1932년)
- 투나잇 오어 네버 (1931년)
- 이브의 정원 (1928년)
- 섐락 핸디캡 (1926년)
- 더 이글 (1925년)
- 카메오 커비 (1923년)